# (33564) Miriamshira
1999 JP25 (asteroide 33564) é um asteroide da cintura principal. Possui uma excentricidade de 0.09037660 e uma inclinação de 5.31097º.
Este asteroide foi descoberto no dia 10 de maio de 1999 por LINEAR em Socorro.